# Генгуэн, Жорж
Жорж Генгуэ́н (фр. Georges Guingouin, 1913—2005) — французский деятель Движения Сопротивления, политический деятель, коммунист (до 1952 г.).

## Биография
Родился 2 февраля 1913 года в коммуне Маньяк-Лаваль в Верхней Вьенне в семье кадрового унтер-офицера, погибшего на фронте в 1914 году. Его мать, дочь мастера по фарфору, работала директором начальной школы. После учёбы в школе с 1931 по 1934 год учился в педагогическом колледже. В 1934—1935 служил в армии, затем с октября 1935 года работал учителем в Сен-Жиль-ле-Форе. В том же году вступил в коммунистическую партию (ФКП). Был секретарём сельской ячейки ФКП. Писал статьи о внешней политике для партийного еженедельника Le Travailleur du Centre.
В августе 1939 года был мобилизован в армию, служил рядовым в транспортном подразделении, в июне 1940 года был ранен в лицо и эвакуирован в тыловой госпиталь. С августа 1940 года активно призывал к вооружённой борьбе с немецкими оккупантами. Выступил против призыва ФКП не поддерживать генерала Де Голля. В январе 1941 года опубликовал первый номер подпольной газеты Le Travailleur limousin, в которой снова воздерживался от каких-либо нападок на де Голля и Великобританию, тем самым отступая от официальной линии коммунистической партии.
В апреле 1941 года вступил в отряд маки́. Возглавил множество диверсионных акций против транспортных средств и стратегических заводов оккупантов, позже возглавил партизанский отряд. Подписывал листовки и агитационные материалы как «Префект маки́». Вишистским военным трибуналом 26 января 1942 года заочно приговорён к пожизненным принудительным работам.
В марте 1942 года был обвинён местным руководством ФКП в деятельности, не согласованной с партией, и был освобождён от партийных обязанностей. В августе 1943 года был повторно обвинён в «самодеятельности» и постоянном отказе от выполнения приказа покинуть регион. В ответ Ж. Генгуэн обвинил местное руководство ФКП в попытке физически устранить его.
В начале июня 1944 года отказался выполнить приказ, исходящий от ФКП, освободить Лимож, считая это преждевременным и опасным для населения, мотивируя своё решение трагическим примером преждевременного освобождения Тюля (в отместку за что 99 человек были повешены и 139 депортированы в концлагеря, из которых 101 позже не вернулся). Этот отказ впоследствии сыграл большую роль в отношениях Генгуэна с руководством ФКП.
Активная деятельность партизан, находившихся под командованием Ж. Генгуэна, привела в июне 1944 года к задержке отправления танковой дивизии СС «Рейх» в Нормандию, что имело стратегические последствия, и в результате этого к массовому убийству жителей Орадура. В это же время маки́ Генгуэна удалось освободить заключённых из двух лагерей для интернированных.
С 3 августа 1944 подполковник Ж. Генгуэн — руководитель внутренних войск «Сражающейся Франции» департамента Верхняя Вьенна. Выполняя приказ руководства движения Сопротивления, возглавив отряд из 8000 партизан, 21 августа окружил Лимож и заставил его немецкий гарнизон без боя капитулировать.
22 августа 1944 года по его инициативе был создан специальный суд над коллаборационистами, через который с 24 августа по 14 сентября прошли около 300 человек; 74 из них были приговорены к смертной казни и казнены.
Де Голль охарактеризовал Генгуэна как «одного из лучших деятелей Сопротивления» и считал его одним из видных «соратников Освобождения». Генгуэн был одним из немногих коммунистов, награждённых орденом Освобождения.
17 мая 1945 года избран мэром Лиможа по списку «Республиканского Союза Сопротивления». На муниципальных выборах 1947 года проиграл социалисту Леону Бетулю, мэру Лиможа до войны и стороннику вишистов.
После войны вместе с Шарлем Тийоном и Андре Марти был отстранён от деятельности в ФКП, как и ряд других активных деятелей Сопротивления, сотрудничавших с де Голлем. На 12-м съезде ФКП в апреле 1950 года 27 из 84 действующих избранных членов ЦК не были переизбраны, а большое количество известных молодых борцов Сопротивления было отстранено от руководящей работы на местах. На парламентских выборах 1951 года не вошёл в список ФКП. Исключён из партии в ноябре 1952 года, вслед за этим в январе 1953 года последовал его уход из муниципального совета Лиможа.
С сентября 1952 года работал учителем в Монтьераме, Сент-Андре-ле-Верже и Труа.
В декабре 1953 был голословно обвинен коллаборационистами, сотрудничавшими с режимом Виши, в злодеяниях, совершённых под его руководством во время «дикой чистки» в 1944 году и арестован (несмотря на то что 4 апреля и 15 октября 1946 года обвинения были признаны клеветническими исправительным судом Лиможа). Во время содержания в тюрьме подвергался побоям. Освобождён 14 июня 1954 года и продолжил работать учителем.
Его осуждение к тюремному заключению привело к концу политической карьеры, хотя в 1957 году он почти полгода публиковал статьи в Le Peuple limousin, «диссидентском» коммунистическом ежемесячнике. В ноябре 1959 года был полностью оправдан. В январе 1998 года ЦК ФКП после многочисленных заседаний официально «реабилитировал» Ж. Генгуэна, несмотря на безразличное отношение последнего к этому.
Вышел на пенсию (сохранив звание подполковника) в 1969 году. Умер 27 октября 2005 года в Труа и был похоронен в Сен-Жиль-ле-Форе.
Его имя присвоено кольцевой развязке в Фейтиа, проспекту, привокзальной площади и мосту в Лиможе, колледжу в Эмутье, детскому саду и начальной школе в пригороде Труа..